# Острогорский, Александр Яковлевич
Алекса́ндр Я́ковлевич Острого́рский (20 октября 1868, Гродно — 1 октября 1908, Санкт-Петербург) — педагог, писатель, журналист, редактор и общественный деятель.
Его отец Яков Моисеевич Острогорский был директором Гродненского девичьего еврейского трехклассного училища. В 1887 году Острогорский окончил гродненскую гимназию и попытался поступить на юридический факультет Петербургского университета, но ему было отказано в приеме  вследствие процентного ограничения студентов еврейского исповедания. В следующем году он был принят в университет благодаря хлопотам сестры Анны Яковлевны Малкиной (урожд. Острогорской). В 1892 году он окончил университет с дипломом первой степени. 21 декабря 1893 года Острогорский, находясь в Восточной Пруссии, в г. Stallupönen (с 1938 года – Ebenrode, с 1946 года – Нестеров Калининградской обл.), принял евангелическо-лютеранское вероисповедание, спустя два месяца, 3 марта 1894 года приказом министерства финансов он был определен на службу в департамент торговли и мануфактур, через год стал помощником столоначальника, а приказом по министерству финансов от 26 Февраля 1898 г. назначен столоначальником департамента торговли и промышленности. Организатор отделов по народному образованию на Всероссийской промышленной и художественной выставке в Нижнем Новгороде и Всемирной Парижской выставке, редактор-издатель журнала «Образование», директор Тенишевского училища. Младший брат М. Я. Острогорского.

## Биография
Родился в 1868 году. Образование получил на юридическом факультете Петербургского университета. Начав службу в департаменте торговли и мануфактур, он увлёкся вопросом образования и с удовольствием принял на себя поручение организовать отделы министерства финансов по народному образованию сперва на Нижегородской выставке, затем на Парижской международной выставке в 1900 году. Когда князь В. Н. Тенишев решил основать в Петербурге частное среднее учебное заведение, он пригласил в 1899 году Острогорского на должность директора училища.
С этого времени Александр находился во главе училища, преподавал в нём русский язык и старался осуществить в жизни училища педагогические приёмы воспитания и образования, чуждые школьной рутине. Он обратил особенное внимание на индивидуальность учащихся, отменил оценку познания учеников отметками и обычные приёмы наказания, заменив их нравственными убеждениями провинившихся. При училище им были организованы родительские собрания и основано, после смерти князя Тенишева, общество для содействия образованию учащихся. Кроме того, им издан учебник «Русское правописание», составлена хрестоматия «Живое Слово» в двух частях, а также издано несколько переводных работ.
Также он занимался общественной работой. Вошёл в состав Петербургской думы гласным по квартиронанимательскому цензу и там примкнул к оппозиции стародумской партии вместе с гласным Кедриным и Фальборком. Во время начавшихся забастовок занялся организацией союза учителей, примкнул к кадетам и выступал на митингах оратором; содействовал в сдаче тенишевского зала под устройство политических собраний.
Желание сохранить директорство в Тенишевском училище заставило его впоследствии выйти из союза учителей и других незаконных организаций, но тем не менее он всегда заботился об успехе оппозиционных партий.
Острогорский был также учредителем высших юридических курсов.
Скончался 1 (14) октября 1908 года, на 40-м году жизни. Похоронен в Санкт-Петербурге на Смоленском лютеранском кладбище. На отпевании присутствовали и члены литературного фонда с председателем Н. И. Кареевым во главе. Венков было так много, что их пришлось сгруппировать на двух колесницах. Наиболее выдающиеся венки были от Петербургского общественного управления, где он нёс обязанности гласного; от Общества народных университетов, от бывших слушателей юридических курсов, от педагогического совета гимназии Таганцевой и ещё много венков от различных учреждений и частных лиц.

## Труды
- Живое слово : книга для изучения родного языка / сост. А. Я. Острогорский; с ориг. рис. И. Билибина и снимками с картин О. Васильева; с предисл. Нестора Котляревского.
- Коммерческое образование, его современная организация на Западе и возможная постановка в России : [Ч. 1]
- Русское правописание : Руководство к его нагляд. изуч.
- История культуры : В 3 отд. / [Соч.] Ю. Липперта; Пер. с нем. А. Острогорский и П. Струве
- Этика и политическая экономия / Фр. Иодль, проф. Праж. ун-та; Пер. с нем. Александра Острогорского